# Stockville
Stockville és una població dels Estats Units a l'estat de Nebraska. Segons el cens del 2000 tenia 36 habitants.

## Demografia
Segons el cens del 2000, Stockville tenia 36 habitants, 17 habitatges, i 10 famílies. La densitat de població era de 53,5 habitants per km².
Dels 17 habitatges en un 29,4% hi vivien nens de menys de 18 anys, en un 47,1% hi vivien parelles casades, en un 17,6% dones solteres, i en un 35,3% no eren unitats familiars. En el 35,3% dels habitatges hi vivien persones soles el 5,9% de les quals corresponia a persones de 65 anys o més que vivien soles. El nombre mitjà de persones vivint en cada habitatge era de 2,12 i el nombre mitjà de persones que vivien en cada família era de 2,73.
Per edats la població es repartia de la següent manera: un 27,8% tenia menys de 18 anys, un 2,8% entre 18 i 24, un 27,8% entre 25 i 44, un 27,8% de 45 a 60 i un 13,9% 65 anys o més.
L'edat mediana era de 40 anys. Per cada 100 dones de 18 o més anys hi havia 116,7 homes.
La renda mediana per habitatge era de 31.250 $ i la renda mediana per família de 35.714 $. Els homes tenien una renda mediana de 22.083 $ mentre que les dones 21.250 $. La renda per capita de la població era de 13.329 $. Cap de les famílies i el 4,4% de la població estaven per davall del llindar de pobresa.

## Poblacions més properes
El següent diagrama mostra les poblacions més properes.